# Breite Boll
Die Breite Boll ist ein 528 Meter hoher Berg im Pfälzerwald.

## Geographie

### Lage
Bei der Breiten Boll handelt es sich um eine prägnante Bergform. Sie befindet sich auf der Waldgemarkung der Ortsgemeinde Wilgartswiesen. Unmittelbar südwestlich erhebt sich die 540,1 Meter hohe Spitze Boll und südlich der 552 Meter hohe Staufelkopf. Nordöstlich erstreckt sich der zu Wilgartswiesen gehörende Ortsbezirk Hermersbergerhof und südöstlich der Wohnplatz Forsthaus Meisenhalde. An der Nordflanke des Berges entspringt der Scheidbach inmitten des Scheidtals, der die Gemarkungsgrenze zu Merzalben bildet. An der Südflanke verläuft der Horbach, der in seinem Oberlauf den Namen „Meisenbach“ trägt und der in diesem Bereich – jeweils von rechts – die Zuflüsse Waldbach und Bollgraben aufnimmt.

### Naturräumliche Zuordnung
1. Großregion 1. Ordnung: Schichtstufenland beiderseits des Oberrheingrabens
2. Großregion 2. Ordnung: Pfälzisch-saarländisches Schichtstufenland
3. Großregion 3. Ordnung: Pfälzerwald
4. Region 4. Ordnung (Haupteinheit): Mittlerer Pfälzerwald
5. Region 5. Ordnung: Frankenweide

## Natur
Die Nordflanke des Bergs ist Teil der Kernzone Quellgebiet der Wieslauter des Biosphärenreservats Pfälzerwald-Nordvogesen.

## Verkahr
Entlang seiner Ostflanke verläuft die Kreisstraße 56.

## Tourismus
Über die Nordflanke verläuft ein Wanderweg, der mit einem blau-roten Balken markiert ist und von Kirchheimbolanden bis nach Pirmasens führt. Zudem befinden sich am Berg mit dem Nordost-Türmchen und dem Südwest-Türmchen zwei Felsformationen, die von Kletterern frequentiert werden.